# 克萊普
克萊普（挪威語：Klepp）是挪威的一個市镇，位於羅加蘭郡，行政中心为克萊珀村。市镇面积为113平方公里，人口数量为19,588人（2020年），人口密度为每平方公里191.4人。